# Campeonato Nacional de Fútbol de Cuba
Campeonato Nacional de Fútbol de Cuba este un campionat de fotbal din zona CONCACAF.

## Echipele sezonului 2010-2011
Zona Occidental - Llave A
- FC Ciudad de La Habana
- FC Isla de La Juventud (Nueva Gerona)
- FC La Habana
- FC Pinar del Río (San Cristóbal)

Zona Occidental - Llave B
- FC Cienfuegos
- FC Industriales (La Habana)
- FC Matanzas
- FC Villa Clara (Zulueta)

Zona Oriental - Llave C
- FC Camagüey
- FC Ciego de Ávila (Morón)
- FC Las Tunas (Manati)
- FC Sancti Spíritus

Zona Oriental - Llave D
- CF Granma (Bayamo)
- FC Guantánamo
- FC Holguín (Banes)
- FC Santiago de Cuba

## Foste campioane
| - 1912 : Rovers AC (La Habana) - 1913 : CD Hatuey (La Habana) - 1914 : Rovers AC (La Habana) - 1915 : Hispano América (La Habana) - 1916 : La Habana FC - 1917 : Iberia (La Habana) - 1918 : Iberia (La Habana) - 1919 : Hispano América (La Habana) - 1920 : Hispano América (La Habana) - 1921 : Hispano América (La Habana) - 1922 : Iberia (La Habana) - 1923 : Iberia (La Habana) - 1924 : Olimpia - 1925 : Fortuna - 1926 : Real Iberia (La Habana) - 1927 : Juventud Asturiana (La Habana) - 1928 : Real Iberia (La Habana) - 1929 : Real Iberia (La Habana) - 1930 : Deportivo Español - 1931 : DC Gallego (La Habana) - 1932 : DC Gallego (La Habana) - 1933 : Juventud Asturiana (La Habana) - 1934 : Real Iberia (La Habana) - 1935 : Juventud Asturiana (La Habana) - 1936 : Juventud Asturiana (La Habana) - 1937 : DC Gallego (La Habana) - 1938 : DC Gallego (La Habana) - 1939 : DC Gallego (La Habana) - 1940 : DC Gallego (La Habana) - 1941 : Juventud Asturiana (La Habana) - 1942 : Deportivo Puentes Grandes - 1943 : Deportivo Puentes Grandes - 1944 : Juventud Asturiana (La Habana) | - 1945 : DC Gallego (La Habana) - 1946 : nu s-a disputat - 1947 : DC Gallego (La Habana) - 1948 : Juventud Asturiana (La Havane) - 1949 : Diablos Rojos (Santiago de Cuba) - 1950 : Hispano América (La Habana) - 1951 : Deportivo San Francisco - 1952 : Deportivo San Francisco - 1953 : Deportivo San Francisco - 1954 : Deportivo San Francisco - 1955 : Deportivo San Francisco - 1956 : Casino Español - 1957 : Deportivo San Francisco - 1958 : Deportivo Mordazo - 1959 : Deportivo Mordazo - 1960 : Cerro (Havane) - 1961 : Deportivo Mordazo - 1962 : no championship - 1963 : Industriales (La Habana) - 1964 : Industriales (La Habana) - 1965 : La Habana - 1966 : La Habana - 1967 : La Habana - 1968 : Granjeros - 1969 : Granjeros - 1970 : Granjeros - 1971 : nu s-a disputat - 1972 : Industriales (La Habana) - 1973 : Industriales (La Habana) - 1974 : Azucareros - 1975 : Granjeros - 1976 : Azucareros - 1977 : Granjeros | - 1978/79 : FC Ciudad de La Habana - 1979 : FC Ciudad de La Habana - 1980 : FC Villa Clara - 1981 : FC Villa Clara - 1982 : FC Villa Clara - 1983 : FC Villa Clara - 1984 : FC Ciudad de La Habana - 1985 : FC Cienfuegos - 1986 : FC Villa Clara - 1987 : FC Pinar del Río - 1988/89 : FC Pinar del Río - 1989/90 : FC Pinar del Río - 1990/91 : FC Cienfuegos - 1991/92 : FC Pinar del Río - 1992 : FC Villa Clara - 1993 : FC Ciego de Ávila - 1994 : FC Ciudad de La Habana - 1995 : FC Pinar del Río - 1996 : FC Villa Clara - 1997 : FC Villa Clara - 1998 : FC Ciudad de La Habana - 1999/00 : FC Pinar del Río - 2000/01 : FC Ciudad de La Habana - 2001/02 : FC Ciego de Ávila - 2002/03 : FC Villa Clara - 2003 : FC Ciego de Ávila - 2004/05 : FC Villa Clara - 2005/06 : FC Holguín - 2006/07: FC Pinar del Río - 2007/08 : FC Cienfuegos - 2008/09 : FC Cienfuegos - 2009/10 : FC Ciego de Ávila |

## Performanțe după echipă
| Echipă                    | Oraș             | Titluri | Ultimul titlu |
| ------------------------- | ---------------- | ------- | ------------- |
| FC Villa Clara            | Villa Clara      | 10      | 2004          |
| DC Gallego                | La Habana        | 8       | 1947          |
| Iberia/Real Iberia        | La Habana        | 8       | 1934          |
| Juventud Asturiana        | La Habana        | 7       | 1948          |
| FC Pinar del Río          | Pinar del Rio    | 7       | 2006          |
| FC Ciudad de La Habana    | La Habana        | 6       | 2000          |
| Deportivo San Francisco   | San Francisco    | 6       | 1957          |
| Granjeros                 | Granjeros        | 5       | 1977          |
| Hispano América           | La Habana        | 5       | 1950          |
| Industriales              | La Habana        | 4       | 1973          |
| La Habana/La Habana FC    | La Habana        | 4       | 1967          |
| FC Cienfuegos             | Cienfuegos       | 4       | 2009          |
| FC Ciego de Ávila         | Ciego de Ávila   | 4       | 2010          |
| Deportivo Mordazo         | Mordazo          | 3       | 1961          |
| Azucareros                | Azucareros       | 2       | 1976          |
| Deportivo Puentes Grandes | Puentes Grandes  | 2       | 1943          |
| Rovers AC                 | La Habana        | 2       | 1914          |
| Casino Español            |                  | 1       | 1956          |
| Cerro                     | La Habana        | 1       | 1960          |
| Deportivo Español         |                  | 1       | 1930          |
| Diablos Rojos             | Santiago de Cuba | 1       | 1949          |
| Fortuna                   | Güines           | 1       | 1925          |
| CD Hatüey                 | La Habana        | 1       | 1913          |
| FC Holguín                | Holguín          | 1       | 2005          |
| Olimpia                   | Manzanillo       | 1       | 1924          |

## Golgeteri
| An      | Golgeteri         | Echipă                       | Goluri |
| 1982    | Maya-Pereira Lara | FC Villa Clara FC Cienfuegos | 8      |
| 1992    | Ariel Betancourt  | FC Villa Clara               |        |
| 1999/00 | Lester Moré       | FC Ciego de Ávila            | 13     |
| 2000/01 | Ariel Betancourt  | FC Villa Clara               | 19     |
| 2001/02 | Ariel Betancourt  | FC Villa Clara               | 17     |
| 2002/03 | Serguei Prado     | FC Villa Clara               | 22     |
| 2003    | Lester Moré       | FC Ciego de Ávila            | 32     |
| 2004/05 | Serguei Prado     | FC Villa Clara               | 17     |
| 2005/06 |                   |                              |        |
| 2006/07 | Alexei Zuaznabar  | FC Guantánamo                | 15     |
| 2007/08 | Geovanni Ayala    | FC Las Tunas                 | 22     |
| 2008/09 | Maykel Celada     | FC Las Tunas                 | 11     |
| 2009/10 | Sander Fernández  | FC Ciego de Ávila            | 29     |